# Meridiano 126 E
O meridiano 126 E é um meridiano que, partindo do Polo Norte, atravessa o Oceano Ártico, Ásia, Oceano Pacífico, Oceano Índico, Austrália, Oceano Antártico, Antártida e chega ao Polo Sul. Forma um círculo máximo com o Meridiano 54 W.
Começando no Polo Norte, o meridiano 126º Este tem os seguintes cruzamentos:
| País, território ou mar | Notas |
| ----------------------- | --- |
| Oceano Ártico           | |
| Mar de Laptev           | |
| Rússia                  | Iacútia - Ilhas no delta do rio Lena e continente Oblast de Amur                                          |
| China                   | Heilongjiang - cerca de 10 km                                                                             |
| Rússia                  | Oblast de Amur - Cerca de 9 km                                                                            |
| China                   | Heilongjiang Mongólia Interior - cerca de 1 km Heilongjiang Jilin                                         |
| Coreia do Norte         | Cerca de 2 km                                                                                             |
| China                   | Jilin - cerca de 2 km                                                                                     |
| Coreia do Norte         | |
| Mar Amarelo             | |
| Coreia do Sul           | Várias ilhas nos condados de Sinan e Jindo                                                                |
| Mar Amarelo             | Passa a oeste da ilha Jeju, Coreia do Sul                                                                 |
| Mar da China Oriental   | |
| Oceano Pacífico         | Mar das Filipinas - · Passa a leste da ilha Calicoan, Filipinas · Passa a leste da ilha Suluan, Filipinas |
| Filipinas               | Ilhas Siargao e Middle Bucas                                                                              |
| Oceano Pacífico         | Mar das Filipinas                                                                                         |
| Filipinas               | Ilha Mindanao                                                                                             |
| Golfo de Davao          | |
| Oceano Pacífico         | |
| Mar das Molucas         | |
| Indonésia               | Ilha Mangole                                                                                              |
| Mar de Ceram            | |
| Indonésia               | Ilha Sanana                                                                                               |
| Mar de Banda            | |
| Indonésia               | Ilha Buru - extremo ocidental                                                                             |
| Mar de Banda            | |
| Indonésia               | Ilha Wetar                                                                                                |
| Mar de Banda            | |
| Timor-Leste             | |
| Mar de Timor            | |
| Austrália               | Austrália Ocidental                                                                                       |
| Oceano Índico           | |
| Oceano Antártico        | |
| Antártida               | Território Antártico Australiano, reivindicado pela Austrália                                             |